# Brahim Lahlafi
Brahim Lahlafi (in arabo إبراهيم لحلافي‎?; Fès, 15 aprile 1968) è un ex mezzofondista e maratoneta marocchino naturalizzato francese.

## Palmarès
- Giochi olimpici

Sydney 2000: bronzo nei 5000 metri

## Campionati nazionali
1993
- Oro ai campionati francesi di corsa campestre - 35'29"

2000
- Oro ai campionati francesi di corsa campestre - 35'44"

2004
- 18º ai campionati francesi di corsa campestre - 34'49"

2007
- Oro ai campionati francesi di mezza maratona - 1h04'34"

## Altre competizioni internazionali
1989
- 9º alla Route du Vin Half Marathon ( Grevenmacher) - 1h04'23"

1990
- Oro alla Dam tot Damloop ( Zaandam), 10 miglia - 46'51"
- 11º al Cross Zamudio ( Bilbao) - 32'47"
- Argento al Cross du Provencal ( Marsiglia) - 32'33"
- Oro al Cross Internacional de Venta de Baños ( Venta de Baños) - 29'26"

1991
- 5º alla Dam tot Damloop ( Zaandam), 10 miglia - 46'59"
- Oro alla 10 km di Mondeville ( Mondeville) - 28'49"

1992
- 5º al Cross du Figaro ( Parigi) - 30'35"

1994
- Oro in Coppa del mondo ( Londra), 5000 m piani - 13'27"96
- 5º alla Great North Run ( Newcastle upon Tyne) - 1h01'39"

1995
- 4º alla Dam tot Damloop ( Zaandam), 10 miglia - 46'25"
- Oro al Juan Muguerza Cross-Country Race ( Elgoibar) - 34'38"

1996
- Oro alla Belgrade Race Through History ( Belgrado), 6 km - 16'58"
- Argento al Cross de l'Acier ( Leffrinckoucke) - 26'39"

1997
- Oro alla Crim Festival of Races ( Flint), 10 miglia - 45'45"
- Bronzo alla Dam tot Damloop ( Zaandam), 10 miglia - 46'15"

1998
- Oro alla Dam tot Damloop ( Zaandam), 10 miglia - 45'24"

2000
- Oro al Memorial Peppe Greco ( Scicli) - 28'38"
- Argento alla Ratingen Silvesterlauf ( Ratingen) - 28'32"
- Argento alla World's Best 10 km ( San Juan) - 28'36"

2006
- Bronzo alla Montferland Run ( 's-Heerenberg) - 43'59"
- 4º alla Dam tot Damloop ( Zaandam), 10 miglia - 47'00"
- 6º alla Zevenheuvelenloop ( Nimega), 15 km - 43'14"
- Oro alla Foulées Halluinoises ( Halluin) - 28'54"

2007
- 12º alla Maratona di Parigi ( Parigi) - 2h15'09"
- 6º alla Mezza maratona di Parigi ( Parigi) - 1h01'00"
- Oro alla 20 km di Maroilles ( Maroilles), 20 km - 59'07"
- 12º al Cross Ouest-France ( Le Mans) - 26'51"

2008
- 4º alla Agadir Half Marathon ( Agadir) - 1h05'21"

2010
- 9º alla Marrakesh Half Marathon ( Marrakesh) - 1h03'39"